# Tempomacher

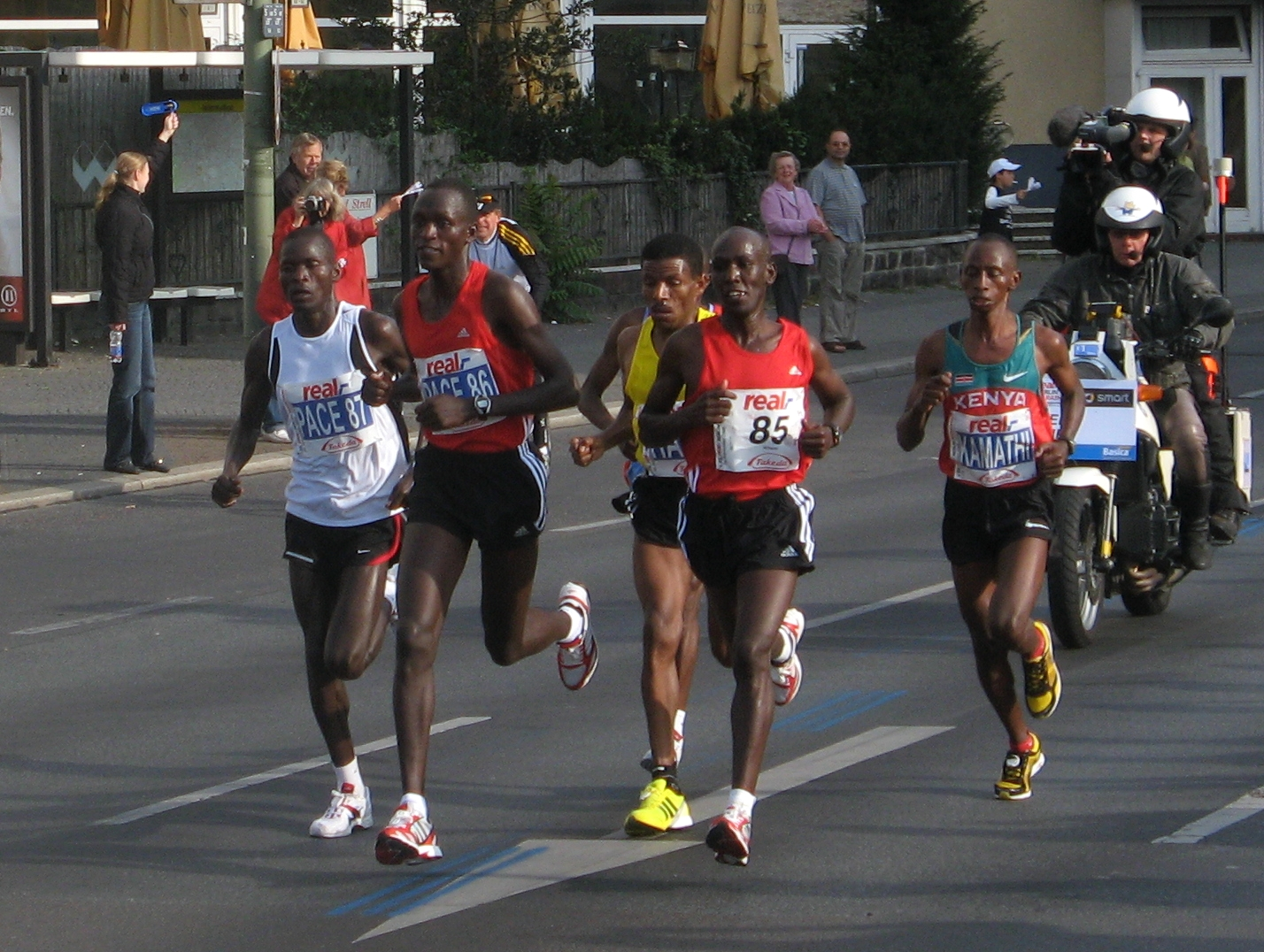
Mehrere Tempomacher (#85, #86 und #87) führen Haile Gebrselassie zu einem Marathon-Weltrekord beim Berlin-Marathon 2008

Ein Tempomacher (auch Zugläufer, Bremsläufer, Schrittmacher oder englisch Pacemaker) ist im Mittel- und Langstreckenlauf allgemein ein Teilnehmer, der eingesetzt wird, um unabhängig von seinem eigenen Wettkampferfolg für eine bestimmte Renngeschwindigkeit zu sorgen.
Tempomacher, oft umgangssprachlich auch Hasen genannt, werden häufig von Rennveranstaltern engagiert, um das Rennen eine Zeit lang anzuführen und das Tempo hoch zu halten, damit stärkere Läufer sich an ihnen orientieren und in der ersten Phase des Rennens eine bestimmte Zeit einhalten. Dies ist oft die Voraussetzung, um Weltrekorde oder andere Bestzeiten erzielen zu können. Gemäß Regel 144 von World Athletics müssen Tempomacher von Beginn an im Rennen dabei sein, und überrundete Athleten dürfen sich nicht als Tempomacher betätigen. 
Der Tempomacher steigt meist nach einer vereinbarten Zeit aus dem Rennen aus, wenn er dem oder den Sportlern, denen er zu einem Rekord verhelfen soll, nicht mehr von Nutzen ist. Seine Leistung wird vom Veranstalter finanziell abgegolten.
Im Gegenzug kann es vor allem bei Rennen, in denen die Endplatzierung von größerer Bedeutung als die Zeit ist, etwa bei Meisterschaften oder Olympischen Spielen, unter anderem durch das Fehlen von Tempomachern und den Einsatz von Lauftaktik, zu relativ langsamen Siegeszeiten kommen. 
Bei bedeutenden Straßenläufen gibt es oft mehrere Gruppen von Schrittmachern, die in möglichst gleichmäßigem Tempo laufen, je nachdem wie vorsichtig oder ambitioniert die Eliteläufer ihre Taktik gestalten wollen. Dabei kann es auch vorkommen, dass Tempomacher nicht aussteigen, sondern durchlaufen. Prominente Beispiele sind Sammy Korir, der 2003 beim Berlin-Marathon das Tempo für Paul Tergat bei dessen Weltrekord vorgab und am Ende nur eine Sekunde hinter ihm im Ziel ankam, oder Daniel Kibet, der 2019 beim Istanbul-Marathon in unter 2:10 h mit neuem Streckenrekord siegte, weil ihm kein Kontrahent folgen konnte.
Auch im Breitensport gibt es sogenannte „Brems- und Zugläufer“, die ein konstantes, für sie selbst langsames Tempo laufen und es so anderen Läufern erleichtern, ein bestimmtes Zeitziel zu erreichen. Zuerst beim Steinfurt-Marathon praktiziert, wird dieser Service – meist im 15-Minuten-Rhythmus für Zielzeiten zwischen drei und fünf Stunden – mittlerweile von den meisten größeren Marathons angeboten.
Ein Tempomacher auf dem Fahrrad ist bei Straßenläufen verboten und kann zur Disqualifikation des Läufers führen.